# Gnidia daphnifolia
Gnidia daphnifolia är en tibastväxtart som beskrevs av Carl von Linné d.y.. Gnidia daphnifolia ingår i släktet Gnidia och familjen tibastväxter. Inga underarter finns listade i Catalogue of Life.